# Le Labyrinthe (roman)
Le Labyrinthe (titre original : The Maze Runner) est le premier roman de la série L'Épreuve écrite par James Dashner. Cette série est composée de deux autres livres : La Terre Brulée (paru en 2013 en France) et Le Remède Mortel (paru en 2014 en France) puis de deux préquelles : L'Ordre de tuer (paru en 2015 en France) et La Braise (parue en 2017 en France).
Le roman suit Thomas qui reprend connaissance dans un lieu inconnu. Sa mémoire est vide, seul son nom lui est familier. Il est entouré d'adolescents dans un lieu étrange, à l'ombre de murs infranchissables. Quatre portes gigantesques, qui se referment le soir, ouvrent sur un labyrinthe peuplé de monstres d'acier. Chaque nuit, les murs bougent et le plan du labyrinthe en est modifié. Thomas comprend qu'une terrible épreuve les attend tous. Comment s'échapper par le labyrinthe maudit sans risquer sa vie et celle de ses camarades ? Si seulement il parvenait à exhumer les sombres secrets enfouis au plus profond de sa mémoire…
Ce roman de science-fiction a été publié pour la première fois aux États-Unis en 2009 puis est paru en France en 2012. Ensuite, un film a été réalisé sous le même nom qui parut en 2014.

## Personnages
- Thomas : Il est le personnage principal du livre. Il est doué en tant que coureur et c'est un candidat ayant beaucoup de potentiel. Son arrivée dans le Bloc engendrera des événements qui bouleverseront la vie des Blocards. Il sera l'avant dernier à entrer dans le bloc. Il possède une connexion spéciale avec Teresa.
- Teresa : c'est la seule fille dans le labyrinthe du Groupe A. Elle et Thomas ont une connexion spéciale: ils peuvent communiquer entre eux par la pensée, ce qui leur sera très utile pour la suite de leur aventure, et ils se connaissaient avant leur arrivée dans le labyrinthe. Elle aussi est une candidate ayant beaucoup de potentiel.
- Alby : c'est l'un des premiers blocards. Il est leur chef.
- Newt : chef adjoint et ancien coureur. Ami proche de Thomas. Il est présenté comme grand, blond et boiteux.
- Minho : maton des Coureurs. Il est présenté comme un jeune homme asiatique, musclé avec des cheveux courts et noirs et un grand sens de l'ironie.
- Chuck : c'était le nouveau avant que Thomas n'arrive, il est le plus jeune du Bloc. Il a à peine 12 ans et il est le premier ami de Thomas.
- Gally : maton des bâtisseurs. Blocard rebelle ayant une dent contre Thomas. Il essaie de le tuer plusieurs fois.
- Poêle-à-frire: maton des cuistots. Il est présenté comme amical et très très velu.
- Winston : maton des trancheurs. Il est présenté comme un adolescent petit et acnéique. Il semble aimer "un peu trop" son travail.
- Ben : un bâtisseur. Il devient fou après la «transformation» et tente de tuer Thomas. Il est aussitôt exclu du bloc.
- Zart : maton des sarcleurs. Il est présenté comme étant grand, costaud et peu bavard.
- Clint : gardien des Medjacks. Il est présenté comme étant plus petit que Jeff, et avec les tempes qui grisonnent.
- Jeff : un medjack. Il est présenté comme étant grand avec une coupe en brosse et un nez énorme.

## Résumé
Thomas, 16 ans, se réveille amnésique dans un labyrinthe. Là, il rencontre quelques dizaines d'adolescents qui furent envoyés là à raison d'un par mois, sauf pour les tout premiers qui furent envoyés par groupe. Ils sont eux aussi tous amnésiques, ils ne se souviennent que de leur prénom. Il apprend peu à peu le fonctionnement du groupe. Les plus anciens sont là depuis deux ans, ils s'appellent entre eux «les blocards». La grande cour entourée de murs géants, " le Bloc", qui se trouve au milieu du labyrinthe a été aménagée pour entretenir un potager et élever un peu de bétail ; un petit cimetière accueille les blocards qui n'ont pas survécu à certaines tentatives d'évasion ; un bâtiment sert de dortoir et pour les repas mais ils sont nombreux à dormir dehors vu qu'il ne pleut jamais. Les tâches sont réparties pour que chacun ait une occupation, pour assurer la cohésion du groupe. Certaines fournitures sont fournies via un ascenseur, «la Boîte», par des personnes extérieures que les prisonniers ont dénommés «les Créateurs».
Thomas se sent irrésistiblement attiré par le rôle de «Coureur», pourtant réservé aux plus méritants: chaque jour ils parcourent le Labyrinthe en relevant la position des murs, dont l'emplacement a varié depuis la veille. Mais ils doivent impérativement rentrer avant que les portes ne se referment automatiquement à la tombée de la nuit. Car alors les Griffeurs, des monstres faits de chair et de métal, sillonnent le labyrinthe et gare au blocard resté à leur portée... Au mieux il serait piqué par un de leurs nombreux appendices, et les séquelles malgré le sérum fourni sont graves : on l'appelle ici la Transformation et au bout de plusieurs jours de souffrance, quelques bribes de leur ancienne vie reviennent.
Ces souvenirs semblent faire émerger un monde apocalyptique...
Le lendemain de son arrivée, une fille arrive dans le labyrinthe par la boite. C'est la première et seule fille. Elle est inconsciente et dans le coma. Elle le restera plusieurs jours. Dans sa main il y a un papier annonçant que tout va changer et que plus personne n'arrivera dans le labyrinthe. Thomas croit la connaitre.
Quelques jours plus tard, Thomas se retrouve prisonnier dans le labyrinthe en voulant venir en aide à Minho, un coureur, et leur chef Alby, ce dernier étant blessé. Ils doivent donc survivre une nuit entière, ce qui n'est encore jamais arrivé. Mais grâce à une ingéniosité et un courage insoupçonnés, Thomas et ses camarades non seulement survivent mais en plus trouvent un moyen d'éliminer des Griffeurs au bord d'une Falaise ! Retour en héros qui s'accompagne de pas mal de suspicion autour de Thomas : les visions du passé de deux blocards ayant subis la transformation révèlent que ce Thomas a joué un rôle dans leur enfermement.
Thomas ne subit qu'une sanction légère car il a enfreint les règles en sortant dans le labyrinthe mais a sauvé Alby. Il peut intégrer le groupe des coureurs. Il apprend que le labyrinthe est partagé en zones, chacune dévolue à un coureur qui en mémorise les contours et les déplacements nocturnes avant de les mettre par écrit une fois rentré au bloc. Ils espèrent ainsi trouver un schéma, une régularité et surtout une porte de sortie. Lors d'une exploration, Thomas et Minho découvrent une anomalie : les griffeurs semblent disparaître en sautant de la falaise. Et en lançant de nombreux cailloux, ils mettent à jour une fenêtre invisible, une illusion d'optique, qui permettrait d'accéder à un endroit secret qu'ils appellent le "trou des griffeurs".
La jeune Teresa parvient à communiquer par télépathie avec Thomas, lui révélant qu'ils se connaissaient avant et qu'ils semblent avoir eu un rôle dans la situation d'enfermement de leurs camarades. Un élément important est transis par Teresa avant que ses souvenirs ne soient effacés : "Le labyrinthe est un code". Elle affirme aussi avoir enclenché le processus de fin.
Le lendemain, le faux soleil qui régissait les alternances jour/nuit est éteint, l'approvisionnement alimentaire par les créateurs est stoppé et surtout les portes qui closent le labyrinthe la nuit ne se ferment plus. La résistance s'organise mais rien n'y fait : chaque nuit les griffeurs viennent dans la ferme tuer et emporter un blocard.
Alors, Thomas et ses amis cherchent si les plans accumulés jour après jour par les coureurs fournissent des indices à côté desquels ils seraient passés jusque là. Et effectivement, en superposant les plans de toutes les sections d'un même jour, une lettre apparaît. Et les lettres des différents jours permettent d'obtenir une séquence de mots, en boucle.
N'ayant pas d'autre idée pour sauver une situation qui semble compromise, Thomas se laisse volontairement piquer pour subir une transformation, certes extrêmement douloureuse, mais qui lui permettrait de recouvrer une partie de ses souvenirs, et peut-être y puiser un moyen de s'échapper du labyrinthe. Ce moyen existe mais il est très risqué : affronter les griffeurs pour passer par leur "trou", espérer y trouver un ordinateur pour y entrer le code et arrêter tout. De toute façon, il n'y a pas d'autre issue et un groupe s'organise. Les pertes sont nombreuses mais une vingtaine de survivants parviennent à s'échapper.
Une fois dehors, un responsable les informe qu'ils faisaient en fait partie d'un programme scientifique d'études sur des enfants jugés surdoués pour sélectionner les plus aptes à survivre.La Terre a été ravagée par une série d'éruptions solaires qui ont en sus apporté un mal dévastateur, la "Braise". Un groupe de dissidents attaque alors le centre pour les libérer des gens qui les avaient volontairement enfermés, pour les conduire à un centre où ils sont soignés.
Dans l'épilogue, on apprend que la deuxième phase de tests ne fait que commencer et qu'un second groupe de cobayes a survécu à un autre labyrinthe...

## Adaptations
- Le Labyrinthe est adapté au cinéma en 2014 sous le titre Le Labyrinthe, un film réalisé par Wes Ball.

Dont les personnages principaux sont notamment interprétés par Dylan O'Brien (Thomas), Thomas Brodie-Sangster (Newt), Kaya Scodelario (Teresa), Ki Hong-Lee (Minho) et Aml Ameen (Alby).
Grâce au succès de cette adaptation, une suite a vu le jour:
- Le Labyrinthe : La Terre brulée au cinéma en 2015, un film réalisé par Wes Ball.
- Le Labyrinthe : le Remède mortel au cinéma en 2018, un film réalisé par Wes Ball.

Comme aucun réalisateurs ni acteurs ne participent pour l'instant, aucune date de sortie n'a été donnée pour les deux préquelles.